# أوتشيبو سوبريور
أوتشيبو سوبريور (بالإنجليزية: Occhieppo Superiore)‏ هي بلدية في مقاطعة بييلا في منطقة بيدمونت الإيطالية، وتقع على بعد حوالي 80 كيلومترا (50 ميلًا) شمال شرق تورينو وحوالي 3 كيلومترات (2 ميل) جنوب غرب بييلا.
تقع حدود Occhieppo Superiore على البلديات التالية: Biella، Camburzano، Muzzano، Occhieppo Inferiore، Pollone، Sordevolo.

## وصلات خارجية
- الموقع الرسمي